# Камерън Уест
Камерън Уест (на английски: Cameron West) е американски музикант и писател на произведения в жанра трилър.

## Биография и творчество
Камерън Уест е роден на 8 октомври 1955 г. в Чикаго, Илинойс, САЩ. Учи в Музикален колеж Бъркли в Бостън и в университета на Сиракюз, и получава бакалавърска степен по бизнес и музика от Държавния университет в Ню Йорк. След дипломирането си работи като гастролиращ музикант в Бостън. Там се запознава и през 1981 г. се жени за приятелката си Рики, с която имат син – Кай. През 1987 г. се местят в Нашвил, където той работи в звукозаписна компания, а съпругата му има аспирантура във Вандербилтския университет.
През 1988 г. той се отказва от музикалните гастроли и семейството се установява в предградие на Ню Йорк, където се занимават с търговия. Камерън Уест страда от здравни проблеми още от дете. През 1993 г. е диагностициран с диагноза дисоциативно разстройство на идентичността, като време на лечението му се проявява като 24 отделни личности. През 1994 г. семейството се мести в Калифорния, където той прави активно редовна терапия със специалист по дисоциативни разстройства. Започва да учи психология в университета „Сайбрук“ в Сан Франциско и през 1997 г. печели докторска степен с дисертация на тема дисоциативно разстройство.
Животът си и периода на раздвоение на личността описва в първата си книга „First Person Plural: My Life as a Multiple“ издадена през 1999 г. Книгата става бестселър и той е поканен да участва и представи живота си в шоуто на Опра Уинфри.
Първият му трилър „Кинжалът на Медичите“ е издаден през 2001 г. Главният герой, холивудският каскадьор Реб Барнет, отива в Италия да търси кодирано послание на Леонардо да Винчи в картината му „Кръговете на истината“, което ще го отведе до Кинжала на Медичите. Чрез него се надява да успее да открие тайната на неразрушимата сплав, но и други имат интерес от това, а той ще трябва да остане жив в това безразсъдно приключение.
Камерън Уест живее със семейството си в Пизмоу Бийч.

## Произведения

### Самостоятелни романи
- The Medici Dagger (2001)
Кинжалът на Медичите, изд.: ИК „Бард“, София (2007), прев. Лили Христова
- Futurecard (2013)

### Документалистика
- First Person Plural: My Life as a Multiple (1999) – мемоари